# بینالونگ
بینالونگ (به انگلیسی: Binalong) یک شهرک در استرالیا است که در نیو ساوت ولز واقع شده‌است.